# Aichegg (Gemeinde Stallhofen)
Aichegg ist eine Ortschaft und Streusiedlung in der Weststeiermark sowie eine Katastralgemeinde der Marktgemeinde Stallhofen im Bezirk Voitsberg, Steiermark. Sie war von 1850 bis 1968 eine eigenständige Gemeinde. Die Ortschaft hat 449 Einwohner (Stand: 1. Jänner 2024).

## Ortsname und Geografie
Die älteste bekannte Namensform Aychereckh lässt auf eine Ecke oder winkeligen Geländeteil schließen der in einer Beziehung zu einer Person namens Aicher oder den Beruf des Eichmeisters steht. Eine Deutung des Namens als Eck mit Eichenbestand ist eher unwahrscheinlich.
Aichegg liegt in nordwestlichen Teil der Marktgemeinde Stallhofen, nördlich des Hauptortes Stallhofen, an den Hängen des Höhenzuges der Ruppbauernhöhe am westlichen Ufer des Södingbaches. Im Norden und Nordosten und Osten grenzt Aichegg an die zur Gemeinde Geistthal-Södingberg gehörende Katastralgemeinde Södingberg. Im Osten sowie im Süden grenzt die Katastralgemeinde Stallhofen an Aichegg an. Der Södingbach sowie die L315 bilden teilweise die Grenze zwischen Aichegg, Södingberg und Stallhofen. Im Südwesten und Westen verläuft entlang des Höhenzuges der Ruppbauernhöhe und dem Tal des Buchbaches die Grenze zu Voitsberg mit der Katastralgemeinden Thallein, Lobming und Lobmingberg. Im Norden gibt es noch eine kurze Grenze zu Bärnbach und Hochtregist.
Zu Aichegg gehören noch die Einzellagen Brunnbauer, Kalcher, Kogelanderl, Kogler, Koppbauer, Schmiedbauer, Stangl, Supper, Waldschuster sowie Weinbacher.

## Geschichte
Die ältesten Funde menschlicher Besiedelung in Aichegg wurden im Buchbachgraben gefunden und stammen aus der Urnenfelderzeit, es handelt sich dabei um Keramikreste. Ein Römerstein aus der römischen Kaiserzeit wurde beim Bauernhof Zacherl sowie einige weitere römerzeitliche Einzelfunde beim Bauernhof Klöckl gefunden. Durch vom Bundesdenkmalamt zwischen 1990 und 1993 durchgeführte Grabungen in Aichegg wurde eine römerzeitliche Besiedelung dieser Gegend nachgewiesen. Bei diesen Grabungen wurden die Reste von drei Gehöften freigelegt, welche vom 1. bis in das 5. Jahrhundert hinein durchgehend besiedelt waren.
Im Hochmittelalter war Aichegg ein Rodungsgebiet mit Einzelhöfen und Einödfluren. Die erste urkundliche Erwähnung als Aychereckh in einer Gültschätzung erfolgte im Jahr 1542. Eine weitere Erwähnung folgte 1574 als Amt Aichegg. Die Einwohner von Aichegg gehörten bis 1848 zu verschiedenen Grundherrschaften, so etwa zu Altenberg, Greißenegg sowie dem Stocker-Amt in Ligist. Die Pfarrgült ging nach Stallhofen und die Einwohner im Amt Söding waren dem Stift Rein untertänig. Das Zehntrecht wurde von der Herrschaft Lankowitz ausgeübt während das Marchfutter nach Voitsberg ging. Ab 1571 sind einige Bergholden der Herrschaft Plankenwarth in Aichegg belegt und die Herrschaft hob um 1750 von ihren Untertanen in Aichegg ein Mostzehnt ein. Um 1820 galt die Viehzucht in Aichegg als unterentwickelt und in der Zeit um 1840 gab es noch Weingärten in Aicheggberg. Im Jahr 1850 wurde mit der Konstituierung der freien Gemeinden die eigenständige Gemeinde Aichegg gegründet. Eine geplante Zusammenlegung mit der Gemeinde Stallhofen scheiterte im Jahr 1919 an der Ablehnung durch die Gemeindevertretung, erfolgte aber schließlich im Jahr 1968.
Im Jahr 1936 gehörten sechs Einwohner von Aichegg der Vaterländischen Front, Ortsgruppe Stallhofen an. Am 2. Mai desselben Jahres wurde durch ein Unwetter der Gemeindeweg nach Södingberg zerstört und schnitt 20 Einwohner von der Umgebung ab. Unter der Teilnahme von rund 250 Personen gab es am 20. März 1938 einen, von der NSDAP zur Feier des Berchtesgadener Abkommens organisierten Fackelzug der Aichegg nach Stallhofen. Im Jahr 1945 wurden von den Alliierten insgesamt 15 Bomben auf Aichegger Gebiet abgeworfen, welche mehrere Anwesen beschädigten, aber keine Toten forderten. Die russische Armee begann bald nach Kriegsende mit dem Bau von insgesamt 42 Holzbaracken, welche auch noch nach dem Abzug der Russen bestehen blieben.

## Wirtschaft und Infrastruktur

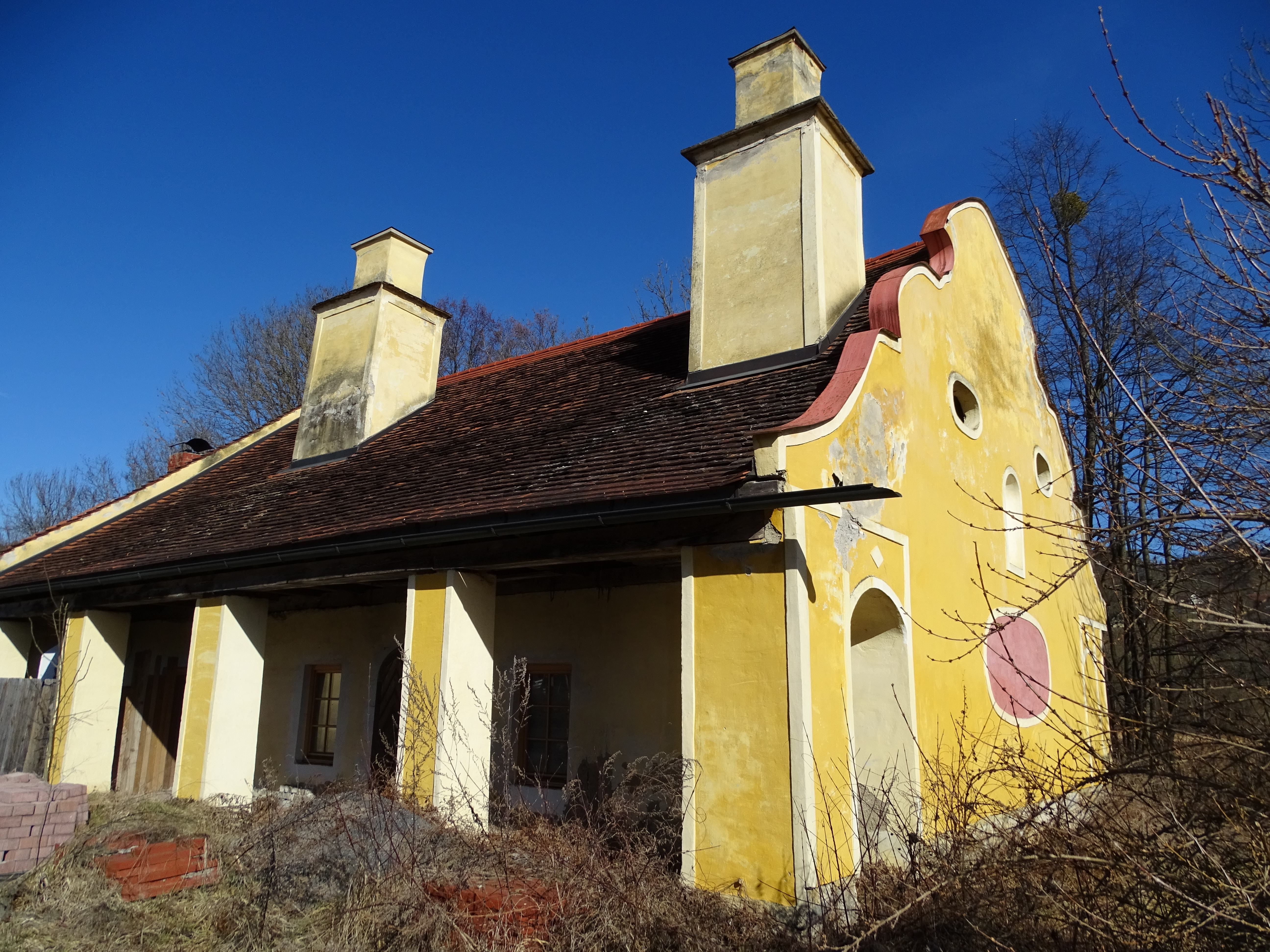
Die Huber- oder Lackenschmiede in Aichegg

Aichegg ist landwirtschaftlich geprägt, im 19. und 20. Jahrhundert gab es aber auch einen Steinbruch sowie eine Schmiede und eine Mühle. Der etwas abseits der Straße von Stallhofen nach Geistthal gelegene Steinbruch war zwischen 1909 und 1934 in Betrieb und diente zur Gewinnung von Straßenschotter für die Voitsberger Bezirksvertretung. Zumindest seit 1827 gab es eine Huf- und Hackenschmiede am Södingbach, die Huber- oder Lackenschmiede, welche 1912 elektrifiziert wurde und bis um 1970 in Betrieb war. Im Jahr 1912 gab es auch die am so genannten Mühlkanal gelegene Mühle des Alexander Wascher.
Zur Versorgung der Ortschaft mit Wasser wurde im Jahr 2005 die Wassergenossenschaft Lobming-Aichegg gegründet.

## Bauwerke

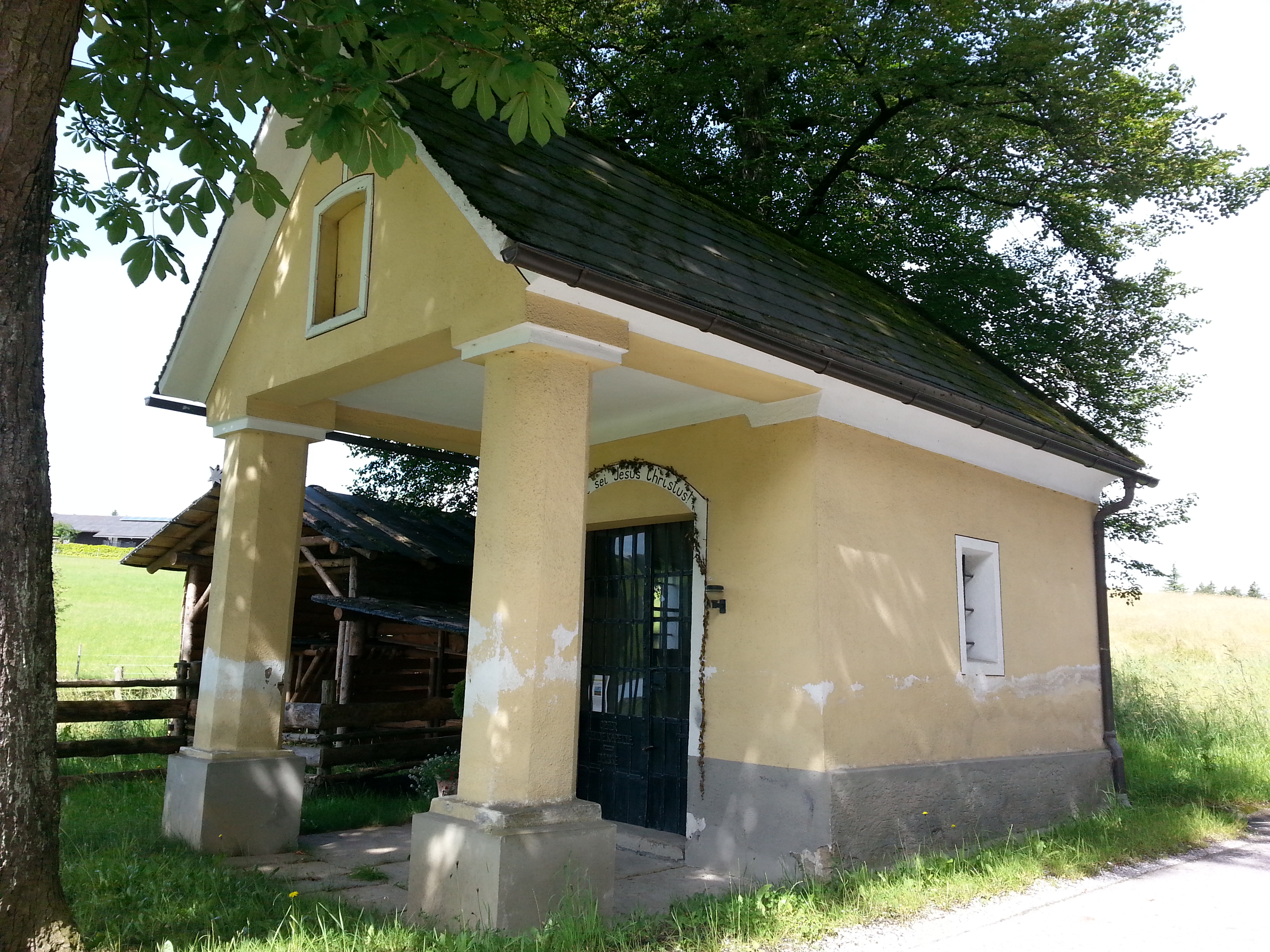
Die um 1870 erbaute Kroneskapelle

Das spätbarocke Gebäude der im 18. Jahrhundert errichteten ehemaligen Lackenschmiede steht heute unter Denkmalschutz und fällt vor allem durch seine gesichtsartig gestaltete Fassade auf.
Daneben existieren einige Kapellen sowie Bildstöcke in Aichegg. So gibt es etwa die 1951 in neugotischen Stil an der Stelle eines aus der Zeit um 1850 stammenden Vorgängerbaues errichtete und mit einer Messlizenz ausgestattete Koglerkapelle, auch Klein Mariazell genannt. Bei der Koglerkapelle gibt es zudem ein Kriegerdenkmal. An der Straße von der Ruppbauernhöhe nach Muggauberg steht die um 1870 erbaute Kroneskapelle. Das Huberkreuz, auch Leitnerkreuz genannt, wurde 1887 errichtet. Etwas entfernt vom Heurigen Mühlhuber befindet sich ein Pfeilerbildstock mit einer Lourdesmadonna der 1839 aufgrund eines tödlichen Unfalles errichtet wurde. Ein weiterer unbenannter Pfeilerbildstock mit Lourdesmadonna befindet sich bei den Bauernhöfen Waldschuster und Kleinrauer an der Gemeindegrenze zu Södingberg. Dieser wurde im 17. Jahrhundert errichtet und diente als Ausgangspunkt für die Wallfahrt von Stallhofen nach Maria Osterwitz.